# Arvydas Romas Sabonis
Arvydas Romas Sabonis (Kaunas, 19 de desembre de 1964) és un jugador professional de bàsquet lituà retirat. Sabonis, que mesura 2,20 m., va ser un dels millors pívots en el món des de la dècada dels 80 fins a l'inici del segle xxi.
El primer èxit internacional de Sabonis va ser el mundial de 1982 amb l'equip nacional de la Unió Soviètica, seguit per un bronze en l'Eurobasket de 1983 i un or el 1985 tant en l'Eurobasket com en els Jocs Universitaris. El 1986 va ser plata al mundial i el 1989 bronze a l'Eurobasket. El 1984, Sabonis va fitxar pel Zalguiris Kaunas i el va liderar per obtenir fins a tres títols de la lliga soviètica consecutius. El 1985 fou guardonat amb el premi Mr. Europa, una distinció que repetiria molt més tard, el 1997, per segon cop.
Al draft NBA de 1985 va ser l'elecció dels Atlanta Hawks, això sí, en la quarta ronda, però això va quedar en res per la seva curta edat (era menor de 21 anys). En el draft del 86 va ser la primera elecció (24a en total) dels Portland Trail Blazers, però, de nou, no va poder jugar amb ells a causa de les circumstàncies polítiques de l'època.
Va guanyar l'or olímpic per a l'URSS el 1988 davant l'equip dels Estats Units, i va jugar amb l'equip nacional de Lituània quan van guanyar el bronze en els Jocs Olímpics de Barcelona, el 1992, i van ser subcampions en l'Eurobasket del 95.
El 1989 li va ser permès sortir de l'URSS, però Sabonis no va anar a l'NBA sinó que va escollir el Fòrum Valladolid i el Reial Madrid el 1992, equip el qual va dur a guanyar l'ACB els anys 1993 i 1994 (temporades en què, a més, va guanyar el premi a l'MVP de la final de l'ACB, i l'Eurobasket l'any 1995. Va ser nomenat jugador europeu de l'any quatre vegades.
Finalment, el 1995, va signar un contracte amb els Trail Blazers, i va guanyar els premis al Rookie del Mes i al Jugador de la Setmana el 1996. Més tard, va ser subcampeón dels premis al Rookie de l'Any i al Millor Sisè Home. Es va quedar en Portland set anys, jugant en 470 partits de temporada regular i 51 partits de playoff, i sovint liderant a l'equip en l'apartat de rebots. Era un jugador molt efectiu en l'NBA, encara que sempre li va quedar l'espina clavada al públic sobre "el que podria haver estat". Si hagués entrat en els Blazers quan estaven en el seu culmen en els primers 1990's, molts afeccionats de l'equip de Portland creuen que s'hauria fet una dinastia. Durant la seva etapa europea, va sofrir una sèrie de lesions en el genoll i en el tendó d'Aquiles que li van llevar la major part de la seva mobilitat.
El 2003, Sabonis va tornar a Lituània i va comprar una part del seu antic equip, el Zalgiris Kaunas, esdevenint-ne president. També va jugar per a ells en la temporada 2003-04, guanyant el premi al MVP tant en la temporada regular com en el Top 16 en l'Eurolliga, i va ser nomenat part de l'equip dels millors de l'Eurolliga. Es va retirar com a jugador després de la temporada 2004-05.
La seva dona, Ingrida Mikelionyte Saboniene, va ser la guanyadora del primer concurs de bellesa lituà, "la bellesa de Vilnius 88". Tenen quatre fills un dels quals Domantas Sabonis juga a l'NBA, des de 2022 a l'equip de Sacramento Kings.
El 20 d'agost de 2010, Sabonis va ser inclòs al Saló de la Fama de la FIBA, en reconeixement del seu gran joc a la competició internacional. El 4 d'abril de 2011, Sabonis va ser nomenat membre del Naismith Memorial Basketball Hall of Fame, i ell va ser inclòs com a jugador, incorporat el 12 d'agost de 2011. En aquell moment, era el jugador més alt que mai havia entrat al Naismith Memorial Basketball Hall of Fame; un any més tard, seria superat pels 2,24 m de Ralph Sampson. El 24 d'octubre de 2011, Sabonis va ser votat com el següent president de la Federació Lituana de Bàsquet, en substitució de Vladas Garastas, que havia dirigit la LBF des de 1991. Va renunciar al càrrec el 2 d'octubre de 2013, però hi va tornar el 10 d'octubre de 2013.
Sabonis parla cinc idiomes: lituà, polonès, rus, castellà i anglès.

## Joventut
Nascut a Kaunas, en la llavors República Soviètica de Lituània, a la Unió Soviètica, Sabonis va començar a jugar a bàsquet als 13 anys. Quan en tenia 15, era membre de l'equip júnior nacional soviètic.
A Sabonis se'l va excusar del servei militar obligatori a l'Exèrcit Soviètic, matriculant-lo a la Universitat d'Agricultura de Lituània, en el seu poble d'origen.

## Qualitats
Defensivament, Sabonis sempre va ser el baluard dels seus equips. Dur i rocós però també amb gran mobilitat, especialment lateral i en salt, era un malson per a qualsevol rival que entrés en la "pintura". Les seves estadístiques de rebots i especialment de taps així ho demostren. A més, en atac es va caracteritzar per ser un jugador ràpid tot i la seva elevada alçària. En els seus temps de joventut no era estrany veure-li córrer contraatacs i culminar-los amb espectaculars esmaixades (el nombre de taulers trencats pel jugador lituà és ja incomptable). El seu joc d'esquena a cistella era mortal de necessitat. Una pilota rebuda per Sabonis en l'interior de la zona significava en la majoria dels casos 2 punts i en molts altres cistella i falta addicional. Així mateix al llarg de la seva carrera va saber desenvolupant un molt eficaç tir des de 3, 4 i fins a 5 metres, sense menysprear els intents des de més enllà del 6,25. A partir dels continus problemes físics que minvaren la seva efectivitat en moviment, Arvydas Sabonis va desenvolupar el que ha estat potser una de les seves qualitats més lloades: Una increïble capacitat per a veure i entendre el joc. Assistències, amagos, passes en curt o en profunditat, d'esquena o en carrera i tot un extensíssim repertori de jugades dignes del millor base.

## Estadístiques

### NBA

#### Temporada regular
| Any     | Equip    | PJ  | PT  | Min  | %TC  | %T3  | %TL  | RPP  | APP | ROB | TPP | PPP  |
| ------- | -------- | --- | --- | ---- | ---- | ---- | ---- | ---- | --- | --- | --- | ---- |
| 1995-96 | Portland | 73  | 21  | 23.8 | .545 | .375 | .757 | 8.1  | 1.8 | .9  | 1.1 | 14.5 |
| 1996-97 | Portland | 69  | 68  | 25.5 | .498 | .371 | .777 | 7.9  | 2.1 | .9  | 1.2 | 13.4 |
| 1997-98 | Portland | 73  | 73  | 32.0 | .493 | .261 | .798 | 10.0 | 3.0 | .9  | 1.1 | 16.0 |
| 1998-99 | Portland | 50  | 48  | 27.0 | .485 | .292 | .771 | 7.9  | 2.4 | .7  | 1.3 | 12.1 |
| 1999-00 | Portland | 66  | 61  | 25.6 | .505 | .368 | .843 | 7.8  | 1.8 | .7  | 1.2 | 11.8 |
| 2000-01 | Portland | 61  | 42  | 21.3 | .479 | .067 | .776 | 5.4  | 1.5 | .7  | 1.0 | 10.1 |
| 2002-03 | Portland | 78  | 1   | 15.5 | .476 | .500 | .787 | 4.3  | 1.8 | .8  | .6  | 6.1  |
| Totals  | Totals   | 470 | 314 | 24.2 | .500 | .328 | .786 | 7.3  | 2.1 | .8  | 1.1 | 12.0 |

#### Playoffs
| Any    | Equip    | PJ | PT | Min  | %TC  | %T3  | %TL  | RPP  | APP | ROB | TPP | PPP  |
| ------ | -------- | -- | -- | ---- | ---- | ---- | ---- | ---- | --- | --- | --- | ---- |
| 1996   | Portland | 5  | 5  | 35.4 | .432 | .556 | .717 | 10.2 | 1.8 | .8  | .6  | 23.6 |
| 1997   | Portland | 4  | 4  | 27.0 | .429 | .250 | .875 | 6.5  | 2.3 | .8  | .8  | 11.3 |
| 1998   | Portland | 4  | 4  | 26.8 | .450 | .500 | .857 | 7.8  | 1.5 | 1.8 | .8  | 12.3 |
| 1999   | Portland | 13 | 13 | 30.2 | .398 | .200 | .907 | 8.8  | 2.2 | 1.2 | 1.2 | 10.0 |
| 2000   | Portland | 16 | 16 | 30.8 | .453 | .286 | .796 | 6.7  | 1.9 | .9  | .8  | 11.3 |
| 2001   | Portland | 3  | 3  | 34.7 | .483 | .000 | .750 | 8.3  | 2.7 | .3  | 2.3 | 11.3 |
| 2003   | Portland | 6  | 1  | 14.3 | .667 | —    | .800 | 4.0  | .8  | .7  | .7  | 10.0 |
| Totals | Totals   | 51 | 46 | 28.8 | .452 | .319 | .802 | 7.4  | 1.9 | .9  | .9  | 12.1 |

### Copa d'Europa i Eurolliga
| Any     | Equip       | PJ | 5i | Min  | %2P  | %3P  | %TL  | Reb  | Ass | Rec | Tap | Punts | Val  |
| ------- | ----------- | -- | -- | ---- | ---- | ---- | ---- | ---- | --- | --- | --- | ----- | ---- |
| 1985–86 | Žalgiris    | 13 | —  | —    | —    | —    | —    | —    | —   | —   | —   | 24.5  | —    |
| 1986–87 | Žalgiris    | 6  | —  | —    | —    | —    | —    | —    | —   | —   | —   | 21.3  | —    |
| 1992–93 | Real Madrid | 20 | —  | 30.9 | .543 | .500 | .663 | 12.0 | 1.9 | 1.2 | —   | 16.5  | —    |
| 1993–94 | Real Madrid | 15 | —  | 34.3 | .577 | .350 | .723 | 11.9 | 2.9 | 1.0 | —   | 17.4  | —    |
| 1994–95 | Real Madrid | 17 | —  | 33.8 | .572 | .545 | .783 | 11.2 | 2.6 | 1.8 | —   | 21.8  | —    |
| 2003–04 | Žalgiris    | 18 | 14 | 28.3 | .560 | .366 | .696 | 10.7 | 2.4 | 1.0 | 1.6 | 16.7  | 26.3 |
| Totals  | Totals      | 89 | —  | 31.6 | .562 | .439 | .716 | 11.4 | 2.4 | 1.3 | 1.6 | 19.2  | —    |

1. ↑  En negreta: Màxim de la carrera
2. 1 2 3 4  Líder de l'estadística
3. ↑  Campions

## Vida personal
Sabonis està casat amb Ingrida Mikelionytė, la primera Miss Lithuania, una model de moda i actriu de cinema. Tenen una filla que es diu Aušrinė, i tres fills: Žygimantas, Tautvydas, i Domantas – els dos últims nascuts en les ciutat on el seu pare estave jugant, Valladolid i Portland. Un cop Sabonis va marxar a la NBA, la família es va traslladar a la ciutat de Màlaga. Domantas va ser l'11è en el draft global de 2016, ha participat tres vegades en els All-Stars, i juga actualment als Sacramento Kings. Žygimantas, i Tautvydas van decidir continuar les seves carreres a Europa. Tant Domantas com Tautvydas van jugar a l'equip nacional de Lituània en diferents nivells de competició.
El setembre de 2011, Sabonis va patir un atac de cor, mentre jugava a bàsquet a Lituània. L'equip mèdic va dir que no hi va haver risc de mort.
Segons el seu fill, Domantas, Arvydas és un gran fan dels Boston Celtics, el seu jugador preferit és Larry Bird i el seu color preferit és el verd.